# 浅井万金膏
浅井万金膏（あざいまんきんこう）とは、かつて愛知県一宮市浅井町で森林平製薬が製造・販売した膏薬。別名「相撲膏」。
江戸時代後期から全国に普及し、最盛期には年間400万枚以上を手作業で生産。愛知県葉栗郡浅井町（現・一宮市浅井町）は“浅井万金膏の町”として知られていた。

## 歴史
- 1709年（宝永6年）：初代森林平（1685年(貞享2年) - 1772年(明和9年)）が、尾張国葉栗郡東浅井村（現・愛知県一宮市浅井町）で接骨医を開業[3][4]。
- 初代の在世中（1772年（明和9年）以前）：浅井万金膏の製造・販売を開始[注釈 1]。

「初代が釣りに出かけた折に、脚を怪我した鶴を見つけ、手当てをしたところ、恩返しに製法を教えてもらった」という伝承がある。
- 幕末：尾張藩お抱え力士である境川浪右エ門（5代目）が、治療の為滞在する。完治後、大関まで昇進したことから、浅井万金膏は全国に知られる。
- 1864年（元治元年）：第15代尾張藩主・徳川茂徳の落馬による怪我を治療。茂徳の完治後、葵紋入りの薬研を賜る[6][注釈 2]。
- 1997年（平成9年）：大手医薬品メーカーが販売する湿布薬にシェアを奪われ、この年をもって製造中止[2]。

## 特徴
- 複数の生薬を火にかけてペースト状にした黒色の膏薬を和紙に貼り付けた物で、現在の湿布に近い[1][2]。
- 膏薬を温めてから皮膚に貼り付ける。
- 打ち身、捻挫、肩こり、神経痛、腰痛、リウマチに効能がある。薬袋などには、「いたむところによし」と謳われている[2]。
- あかぎれ用の固形タイプもあった。こちらは、熱した火箸で膏薬を削り取り、患部に食い込むように塗る[1]。

## その他
歴代の森林平は相撲好きであり、治療に訪れた江戸相撲の力士に対し全快するまで無料で泊め、世話を行なった（治療に訪れた力士の為の部屋もあった）。明治以降も相撲に関わり、廃業後に浅井町へ移住した元力士も複数いたという。浅井町で相撲の準場所が行なわれた事もある。日本相撲協会も森家には特別の配慮を行なっていたという。
現在、森接骨院は内科医院に代わったが、同じ場所に存在し、明治時代と思われる古い建物である。製造・販売をしていた森林平製薬も近くに現存する。